# 세포액

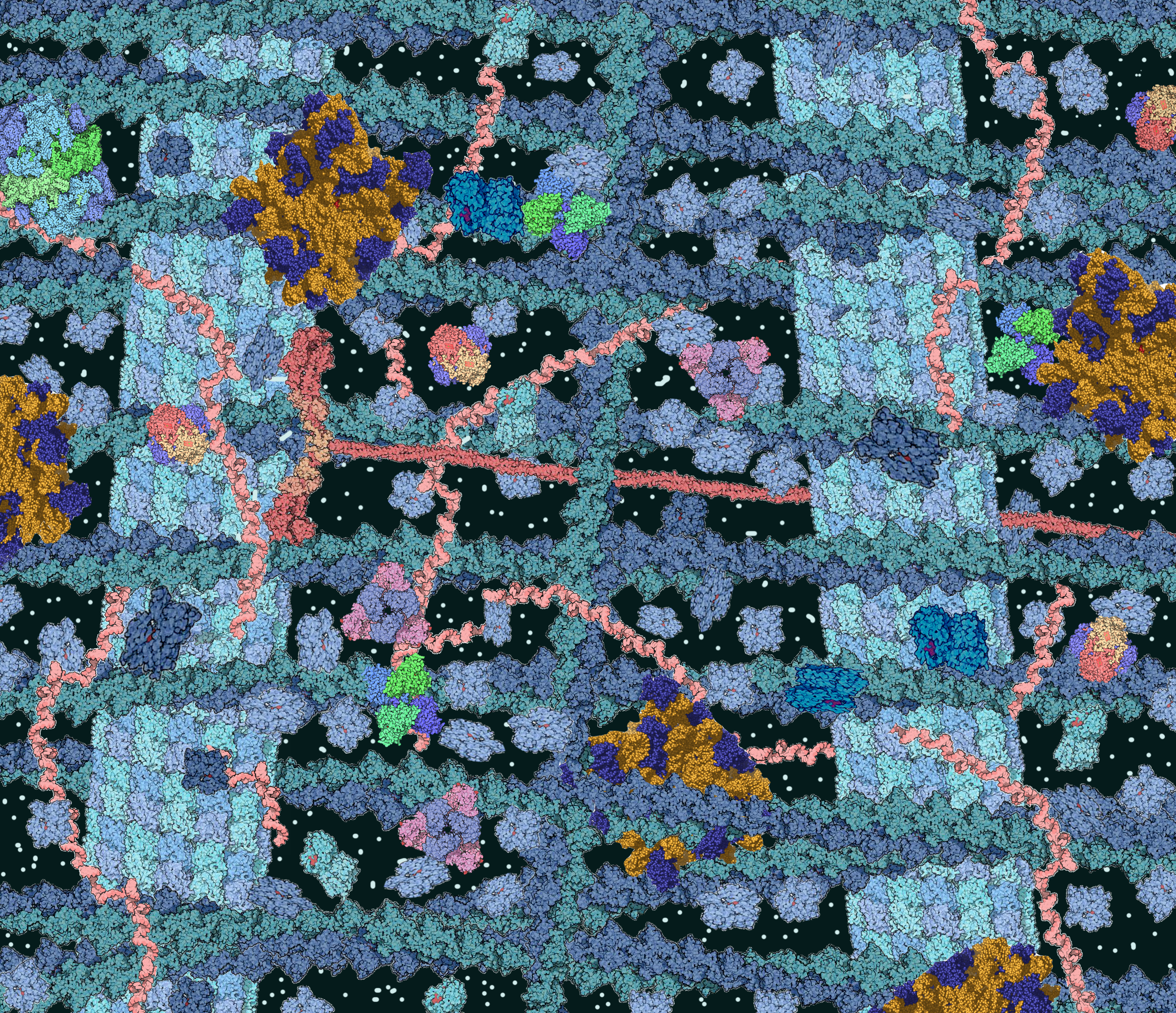
세포기질은 다량의 세포를 채우는 수많은 종류의 분자로 이루어진 용액이다.

세포액(영어: cytosol, 시토솔) 또는 세포질바탕질(cytoplasmic matrix, 세포질기질) 또는 그라운드플라즘(groundplasm)은 세포 내부에서 발견되는 액체(세포내액(intracellular fluid, ICF)) 중 하나이다. 막에 의해 구획으로 분리되어 있다. 예를 들어, 미토콘드리아 기질은 미토콘드리아를 여러 구획으로 분리한다.

## 성분

### 물
세포기질의 대부분은 물이며 일반 세포의 전체 용적의 약 70%를 차지한다. 세포기질의 pH는 7.4인 반면 인간의 세포기질 pH는 7.0~7.4 사이이며 세포가 성장할수록 이 수치는 더 상승하는 것이 보통이다.

### 이온
| 이온               | 세포기질에서의 농도 (밀리몰라) | 혈액에서의 농도 (밀리몰라) |
| ------------------ | ------------------------------ | -------------------------- |
| 칼륨               | 139                            | 4                          |
| 나트륨             | 12                             | 145                        |
| 염화 이온          | 4                              | 116                        |
| 탄산수소염         | 12                             | 29                         |
| 단백질 내 아미노산 | 138                            | 9                          |
| 마그네슘           | 0.8                            | 1.5                        |
| 칼슘               | <0.0002                        | 1.8                        |

### 거대분자
세포막이나 세포골격에 결합되지 않은 단백질 분자들은 세포기질으로 용해된다. 세포에서 단백질의 양은 매우 높으며 200 mg/ml에 근접하는데 이는 세포기질 용적의 약 20~30%를 차지하는 것이다.

## 같이 보기
- 세포질(cytoplasm)